# Afrodisiac
Pour les articles homonymes, voir Aphrodisiac.
Albums de Brandy
Full Moon
(2002) The Best of Brandy
(2005)
Singles
1. Talk About Our Love
Sortie : 28 mars 2004
2. Who Is She 2 U
Sortie : 27 juillet 2004
3. Afrodisiac
Sortie : 24 septembre 2004

Afrodisiac est le quatrième album studio de Brandy, sorti en 2004.
L'album s'est classé 3e au Billboard 200 et 4e au Top R&B/Hip-Hop Albums.
Afrodisiac a reçu une nomination aux 47e Grammy Awards dans la catégorie meilleur album R&B.

## Liste des titres
| No  | Titre                                      | Auteur                                                                                            | Contient un (des) sample(s) de | Durée |
| --- | ------------------------------------------ | ------------------------------------------------------------------------------------------------- | --- | ----- |
| 1.  | Who I Am                                   | Warryn Campbell, Joi Campbell                                                                     | | 3:35  |
| 2.  | Afrodisiac                                 | Kenisha Pratt, Kenneth Pratt, Isaac Phillip, Timothy Mosley                                       | | 3:47  |
| 3.  | Who Is She 2 U                             | Walter Millsap III, Candice Nelson, Mosley, Leon Ware, Jacqueline Hilliard                        | Instant Love de Leon Ware featuring Minnie Riperton                                                                                                  | 4:43  |
| 4.  | Talk About Our Love (featuring Kanye West) | Kanye West, Harold Lilly, Carlos Wilson, Louis Wilson, Ricardo A. Wilson, Claude Cave II          | Gilly Hines de Mandrill | 3:34  |
| 5.  | I Tried                                    | Millsap, Nelson, Mosley, Will Champion, Steve Harris, Chris Martin, Guy Berryman, Johnny Buckland | The Clansman d'Iron Maiden | 4:45  |
| 6.  | Where You Wanna Be (featuring T.I.)        | West, Lilly                                                                                       | Let's Stay Together de Roberta Flack | 3:32  |
| 7.  | Focus                                      | Millsap, Nelson, Phillip, Mosley                                                                  | B.O.B. d'OutKast | 4:07  |
| 8.  | Sadiddy                                    | Pratt, Pratt, Phillip, Mosley                                                                     | | 4:00  |
| 9.  | Turn It Up                                 | Millsap, Nelson, Mosley                                                                           | Up Jumps da Boogie de Timbaland and Magoo featuring Aaliyah et Missy Elliott Get Up, Get Into It, Get Involved de James Brown Sweet Love de Surprize | 4:13  |
| 10. | Necessary                                  | Rico Wade, Patrick Brown, Ray Murray, Cee-Lo Green                                                | | 3:59  |
| 11. | Say You Will                               | Theron Feemster                                                                                   | | 3:50  |
| 12. | Come As You Are                            | Steve Garrett, Mosley                                                                             | | 3:44  |
| 13. | Finally                                    | Millsap, Nelson, Mosley, Norwood, Hans Zimmer, Nick Glennie-Smith, Steven Stern, Don Harper       | Rock House Jail d'Hans Zimmer | 3:53  |
| 14. | How I Feel                                 | Millsap, Nelson, Erick Walls                                                                      | | 4:41  |
| 15. | Should I Go                                | Millsap, Nelson, Mosley, Berryman, Buckland, Champion, Martin                                     | Clocks de Coldplay | 4:56  |

| 16. | Sirens                | Garrett, Mosley         |                                                            | 3:59 |
| 17. | Like It Was Yesterday | Michael Flowers         |                                                            | 3:53 |
| 18. | Nodding Off           | Millsap, Nelson, Mosley | Ek Din Jab Hum Jawaan Hongay de Sunny Deol et Amrita Singh | 4:10 |

## Certifications
| Pays        | Association | Certification | Ventes   |
| ----------- | ----------- | ------------- | -------- |
| États-Unis  | RIAA        | Or            | 500 000+ |
| Japon       | RIAJ        | Or            | 100 000+ |
| Royaume-Uni | BPI         | Argent        | 60 000+  |